# Krankenversicherung
Eine Krankenversicherung (KV) ist die Absicherung gegen die mit einer Erkrankung oder Verletzung verbundenen wirtschaftlichen Risiken. Die Krankenkasse erstattet den Versicherten voll oder teilweise die Kosten für die Behandlung bei Erkrankungen, bei Mutterschaft und meist auch nach Unfällen. In den meisten Ländern, in denen kein staatliches oder ein duales Gesundheitssystem besteht, gibt es die Möglichkeit, sich alternativ oder ergänzend für den Krankheits- oder Pflegefall abzusichern. Hier gibt es oft Modelle, die auch als Mittel des sozialen Ausgleichs nach öffentlichem Recht als Gesetzliche Krankenversicherung (GKV) organisiert sind und zumeist die gesamte oder den größeren Teil der Bevölkerung umfassen aber auch mit den Angeboten privatrechtlicher Versicherungen (PKV) ersetzt oder ergänzt werden können.

## Ausgestaltung
Die Krankenversicherung ist Teil des Gesundheitssystems und in vielen Ländern auch des Sozialversicherungswesens. Die Mitgliedschaft in einer Krankenkasse oder der Vertrag mit einer Krankenversicherung ist entweder gesetzlich verpflichtend (Pflichtversicherung) oder freiwillig abschließbar (Individualversicherung).
In vielen Staaten bestehen gesetzliche und private Krankenversicherungen nebeneinander, die Funktion der privaten Krankenversicherer ist dabei deutlich verschieden. Die private Krankenversicherung kann drei unterschiedliche Funktionen haben:
- substitutiv: Ein Teil der Bevölkerung kann die private Krankenversicherung als Vollversicherung wählen, oder hat keinen Zugang zum gesetzlichen Krankenversicherungsschutz – diese substitutive Funktion gibt es nur in Deutschland und in den USA
- komplementär: Leistungen, die im öffentlichen System nicht oder nicht vollständig abgedeckt sind, können privat versichert werden – diese Funktion hat die private Krankenversicherung in allen entwickelten Industrieländern (einschließlich Deutschland  und den USA)
- parallel: Der Einzelne trägt durch die Zahlung von Beiträgen oder Steuern zur Finanzierung des allgemeinen Krankenversicherungsschutzes bei und kann parallel dazu durch die Zahlung privater Krankenversicherungsprämien ein  Anrecht auf bevorzugte Behandlung erwerben – üblich vor allem in vorwiegend steuerfinanzierten Gesundheitssystemen mit  Kapazitätsproblemen, wie  etwa  in  Großbritannien und Kanada.

Nur in Deutschland ist die private Krankenversicherung substitutiv zu einer allgemeinen gesetzlichen Krankenversicherung. In den USA – dem einzigen weiteren Land, in dem die private Krankenversicherung substitutive Funktion hat – haben nur Bedürftige, und insbesondere Bedürftige mit Kindern, unter Umständen Zugang zu einer steuerfinanzierten Grundversorgung. In den Niederlanden bestand bis 2005 ein Nebeneinander von gesetzlicher und privater Krankenversicherung ähnlich wie in Deutschland, wobei allerdings alle Erwerbstätigen mit einem Einkommen oberhalb einer Berechtigungsgrenze aus der sozialen Krankenversicherung ausscheiden und auf private Krankenvollversicherung zurückgreifen mussten; die zwei Systeme wurden 2006 durch die Krankenversicherungsreform in ein einziges System integriert. Nur in Deutschland muss der Einzelne sich entscheiden zwischen einer Krankenversicherung, in der jeder solidarisch einen Beitrag zahlt (Solidarprinzip in der GKV) und einer Krankenversicherung, in der sich jeder gegen sein eigenes Risiko versichert (Äquivalenzprinzip in der PKV, siehe auch: Solidaritätsprinzip vs. Äquivalenzprinzip).
In einigen Ländern kommen neben finanziellen Leistungen auch Sachleistungen hinzu. Ob Folgekosten von Unfällen durch die Krankenversicherung oder stattdessen durch eine spezielle Unfallversicherung übernommen werden, ist ebenfalls länderspezifisch.
Die Krankenversicherungsprämie ist vom gewählten Leistungsangebot oder vom Einkommen des Versicherten abhängig.

## Länder mit gesetzlicher Krankenversicherung (Auswahl)
Gesetzliche Krankenversicherungen bestehen heute in vielen Ländern (geordnet nach dem Jahr des Inkrafttretens):
- 1883: Deutschland
- 1888: Österreich
- 1891: Schweden
- 1892: Dänemark
- 1894: Belgien
- 1901: Luxemburg
- 1909: Norwegen
- 1911: Großbritannien
- 1911: Irland
- 1911: Schweiz
- 1922: Griechenland
- 1927: Japan
- 1928: Frankreich
- 1931: Niederlande
- 1935: Portugal
- 1936: Island
- 1938: Neuseeland
- 1942: Spanien
- 1943: Italien
- 1948: Australien
- 1963: Finnland
- 1965: USA
- 1977: Kanada

## Europäische Union
Seit dem 28. Dezember 2009 gilt in der EU eine Richtlinie über die gegenseitige Anerkennung von Dienstleistern im Europäischen Wirtschaftsraum (EWR), damit auch ausländischer Krankenversicherer. Das Bundesjustizministerium präzisierte 2011, was hierzulande zur Erfüllung der gesetzlich geforderten Pflicht zum Abschluss einer Krankenversicherung genügt. Es sei ausreichend, dass das Unternehmen in Deutschland zum Geschäftsbetrieb zugelassen ist. Somit darf man sich auch bei ausländischen Gesellschaften versichern, sobald diese Mindeststandards einhalten, also ambulante und stationäre Behandlung abdecken und maximal 5000 Euro Selbstbehalt pro Jahr fordern.

### Deutschland
Eine Absicherung im Krankheitsfall zu haben, ist in Deutschland für alle Einwohner gesetzlich vorgeschrieben. Der Großteil hat die Pflicht, sich bei einem Träger der gesetzlichen Krankenversicherung durch einkommensabhängigen Beitrag zu versichern. Der Rest ist versicherungsfrei in Bezug auf die vorgenannte Sozialversicherung, benötigt aber trotzdem die gesetzlich vorgeschriebene Absicherung im Krankheitsfall, entweder per privater Krankenversicherung mit risikoabhängiger Versicherungsprämie oder freiwilliger gesetzlicher Krankenversicherung.

### Frankreich
Seit 2016 wurde die französische Zusatzversicherung mutuelle santé individuelle, die bis dato die als securité sociale bezeichnete Grundversicherung ergänzt hatte, durch die mutuelle entreprise (betriebliche Krankenversicherung) abgelöst. Diese neu geschaffene Pflichtversicherung teilt die Kosten der Versicherung zwischen dem Arbeitgeber und Arbeitnehmer paritätisch auf, um die Kosten auf Seiten des Arbeitnehmers zu senken. Die neue Versicherung ist für jeden französischen Arbeitnehmer und Staatsbürger verpflichtend. Jeder französische Arbeitgeber ist gesetzlich verpflichtet, eine Krankenzusatzversicherung anzubieten.
Diese Änderungen wurden bislang von vielen Unternehmen nicht nur als Pflicht, sondern auch als Anerkennung für die Arbeit der Arbeitnehmer angenommen; andere Stimmen befürchten jedoch, dass diese Änderung später zu einer schleichenden Auflösung der Grundversicherung (securité sociale) führen könnte.

### Niederlande
Wie auch in der Schweiz ist ein Leistungskatalog gesetzlich vorgegeben, und Personen müssen dieses Risiko bei einer der anerkannten privaten Versicherungsgesellschaften absichern. Versicherungsgesellschaften müssen jede Person zur angegebenen Kondition aufnehmen.

### Österreich
In Österreich sind nahezu 100 Prozent der Menschen verpflichtet, sich in der gesetzlichen Krankenversicherung zu versichern, die vollständig und sozial von Körperschaften des öffentlichen Rechts, den Krankenkassen durchgeführt wird. Die Sozialversicherung ist nach Berufsklassen organisiert. Es gibt Sonderregelungen für Arbeitslose, Pensionisten und Kinder. Die Krankenversicherungsprämie ist einkommensabhängig. Freiwillige Zusatzleistungen können als Zusatzpolizze abgesichert werden (Private Zusatzversicherung).

## Schweiz
Eine Absicherung im Krankheitsfall zu haben, ist in der Schweiz für alle Einwohner gesetzlich vorgeschrieben. Die Versicherungspflicht besteht für alle im Rahmen der gesetzlich vorgegebenen Mindestleistungen der obligatorischen Krankenpflegeversicherung und ist nicht zu verwechseln mit einer Pflegeversicherung. Dabei besteht eine Selbstbeteiligung pro Jahr, die aus einem festen Jahresbetrag (Franchise, mind. 300 Schweizer Franken) und 10 Prozent der die Franchise übersteigenden Kosten (Selbstbehalt, max. 700 Franken) zusammengesetzt ist. Angeboten wird die soziale Krankenversicherung von Krankenkassen und von privaten Versicherungsunternehmen.
Die Versicherungsprämie ist nicht einkommensabhängig und wird vom Arbeitgeber nicht bezuschusst, Geringverdiener erhalten jedoch einen Zuschuss des jeweiligen Kantons, die sogenannte Prämienverbilligung. Prämienverbilligungen des Vorjahrs müssen auch bei der jährlichen Steuererklärung angegeben werden. Die Prämienhöhe kann von den Versicherern frei festgelegt werden, gilt dann aber als Einheitsprämie für alle Versicherten derselben Altersgruppe (Kinder, junge Erwachsene und Erwachsene) und Prämienregion. Zu dieser Einheitsprämie muss die soziale Krankenversicherung jeder Person angeboten werden (Kontrahierungszwang). Freiwillige Zusatzleistungen können als Zusatzpolice abgesichert werden (Privatversicherung).

## Russische Föderation
Die medizinische Grundversorgung in Russland ist laut Verfassung kostenlos. Die Beiträge der Krankenversicherung zahlt der Arbeitgeber (5,1 Prozent des Gehalts), für die nichtarbeitende Bevölkerung kommt der Staat auf. Das kostenlose Gesundheitssystem ist ein Überbleibsel der sozialen Absicherung, das noch aus Sowjetzeiten stammt. 
Obligatorische Krankenversicherung
Die obligatorische Krankenversicherung (CMI) ist eine Art der obligatorischen Sozialversicherung, d. h. ein System rechtlicher, wirtschaftlicher und organisatorischer Maßnahmen, das vom Staat eingerichtet wurde und darauf abzielt, dem Versicherten im Versicherungsfall kostenlose medizinische Hilfe auf Kosten der obligatorischen Krankenversicherung im Rahmen des territorialen Programms der obligatorischen Krankenversicherung und in den durch das Bundesgesetz festgelegten Fällen im Rahmen des Grundprogramms der obligatorischen Krankenversicherung zu gewährleisten.
Grundprogramm der obligatorischen Krankenpflegeversicherung
Im Rahmen des Grundprogramms der obligatorischen Krankenversicherung werden die medizinische und sanitäre Grundversorgung, einschließlich der präventiven Versorgung, sowie die medizinische Notfallversorgung (mit Ausnahme der spezialisierten (Sanitäts-)Notfallversorgung) gewährleistet.
Die Gliedstaaten der Russischen Föderation garantieren darüber hinaus eine zusätzliche kostenlose medizinische Versorgung. In St. Petersburg beispielsweise bietet das MHI-Programm ambulante und stationäre Versorgung in Gesundheitseinrichtungen für Infektions- und Parasitenkrankheiten (mit Ausnahme von sexuell übertragbaren Krankheiten, Tuberkulose und erworbenem Immundefektsyndrom), Neubildungen, Krankheiten des endokrinen Systems, Ernährungs- und Stoffwechselstörungen, Krankheiten des Nervensystems, Krankheiten des Blutes, der blutbildenden Organe und bestimmte Störungen des Immunsystems, Krankheiten des Auges und seines Apparates, Krankheiten des Ohres und des Mastoids, Krankheiten des Kreislaufsystems, Krankheiten des Atmungssystems, Krankheiten des Verdauungssystems, Krankheiten des Urogenitalsystems, Krankheiten der Haut und des Unterhautgewebes, Krankheiten des Muskel-Skelett-Systems und des Bindegewebes, Erkrankungen der Zähne und der Mundhöhle, Schwangerschaft, Geburt und die Zeit nach der Geburt, einschließlich Fehlgeburten, Verletzungen, Vergiftungen und bestimmte andere Folgen äußerer Ursachen, angeborene Anomalien (Fehlbildungen), Missbildungen und Chromosomenstörungen bei Erwachsenen. Das MHI-Programm sieht auch Maßnahmen zur Krankheitsvorbeugung vor, einschließlich der Überwachung gesunder Kinder in der Apotheke.